# Banjarsari Kulon (Dagangan)
Banjarsari Kulon is een bestuurslaag in het regentschap Madiun van de provincie Oost-Java, Indonesië. Banjarsari Kulon telt 5292 inwoners (volkstelling 2010).